# Elvira Rahić
Elvira Rahić (kyr. Елвира Рахић; * 1. September 1975 in Skopje, SFR Jugoslawien) ist eine bosnische Pop- und Turbofolk-Sängerin, die auf dem Westbalkan populär ist. Sie wuchs in Sjenica auf; ihre musikalische Karriere begann in Sarajevo.

## Diskografie

### Alben
- 1991: Nema žara
- 1992: Želim te
- 1994: Želim ti sreću
- 1995: Sada znam
- 1997: Šta ako se zaljubim
- 1999: Izbriši sve uspomene
- 2001: Ljubav gospodine
- 2005: Hotel "Čekanje"
- 2008: Miraz
- 2011: Cura sa Čaršije

### Singles (Auswahl)
- 1994: A sada Idem (mit Tifa)
- 1994: Baraba (mit Tifa)
- 1994: Kad Ti Jednom Odem Ja
- 1999: Daj Mi Jedan Razlog
- 2005: Hotel "Čekanje"
- 2011: Bosanac (mit DJ Deny)
- 2011: Dođi na godinu (mit Enes Begović)